# Uwe Kischel
Uwe Kischel (* 14. Mai 1964 in Marl) ist ein deutscher Rechtswissenschaftler und derzeit Lehrstuhlinhaber für Öffentliches Recht, Europarecht und Rechtsvergleichung an der Universität Greifswald.

## Leben
Kischel studierte von 1984 bis 1991 Rechtswissenschaft, Volkswirtschaftslehre (bis zum Vordiplom) und Französisch in Göttingen, Lausanne, Hamburg und Marburg. 1991 und 1992 war er als wissenschaftlicher Mitarbeiter am Max-Planck-Institut für ausländisches und internationales Privatrecht tätig. 
1992 promovierte Kischel in Marburg zum Dr. jur., 1992 bis 1993 erwarb er außerdem in Yale den Master of Laws und war 1994 als Anwalt in New York tätig. Von 1995 bis 1998 folgte eine Tätigkeit als wissenschaftlicher Mitarbeiter am Bundesverfassungsgericht bei Paul Kirchhof und von 1998 bis 2002 als wissenschaftlicher Assistent am Lehrstuhl für Deutsches und Ausländisches Öffentliches Recht, Europarecht und Völkerrecht der Universität Mannheim. 
2002 schließlich erfolgte seine Habilitation für Öffentliches Recht, Völkerrecht, Europarecht und Rechtsvergleichung in Mannheim. Nach einer Tätigkeit als Lehrstuhlvertretung an der Universität Heidelberg 2003 ist Kischel seit dem 1. September 2003 Lehrstuhlinhaber für Öffentliches Recht, Europarecht und Rechtsvergleichung an der Universität Greifswald.
Seit dem 1. Januar 2008 ist Kischel Vorsitzender der Fachgruppe für Vergleichendes Öffentliches Recht der Gesellschaft für Rechtsvergleichung.
Im September 2019 gehörte er zu den etwa 100 Staatsrechtslehrern, die sich mit dem offenen Aufruf zum Wahlrecht Verkleinert den Bundestag! an den Deutschen Bundestag wandten.
Kischel sprach sich gegen die Streichung des Begriffs „Rasse“ aus Artikel 3 Absatz 3 Grundgesetz aus und hält den vorgesehenen Ersatz durch die Formulierung eines Diskriminierungsverbots „aus rassistischen Gründen“ für zu unbestimmt.

## Schriften (Auswahl)
- Folgen von Begründungsfehlern. Verwaltungsprozeß, Zivilprozeß, Verwaltungsverfahren. Mohr Siebeck, Tübingen 2004, ISBN 3-16-148409-6.
- Rechtsvergleichung. C.H. Beck, München 2015, ISBN 978-3-406-67585-0.